# Bokskogsrödrock
Bokskogsrödrock (Ampedus rufipennis) är en skalbaggsart som först beskrevs av Stephens 1830.  Bokskogsrödrock ingår i släktet Ampedus, och familjen knäppare. Enligt den svenska rödlistan är arten sårbar i Sverige. Arten förekommer i Götaland. Artens livsmiljö är skogslandskap, jordbrukslandskap.

## Bildgalleri

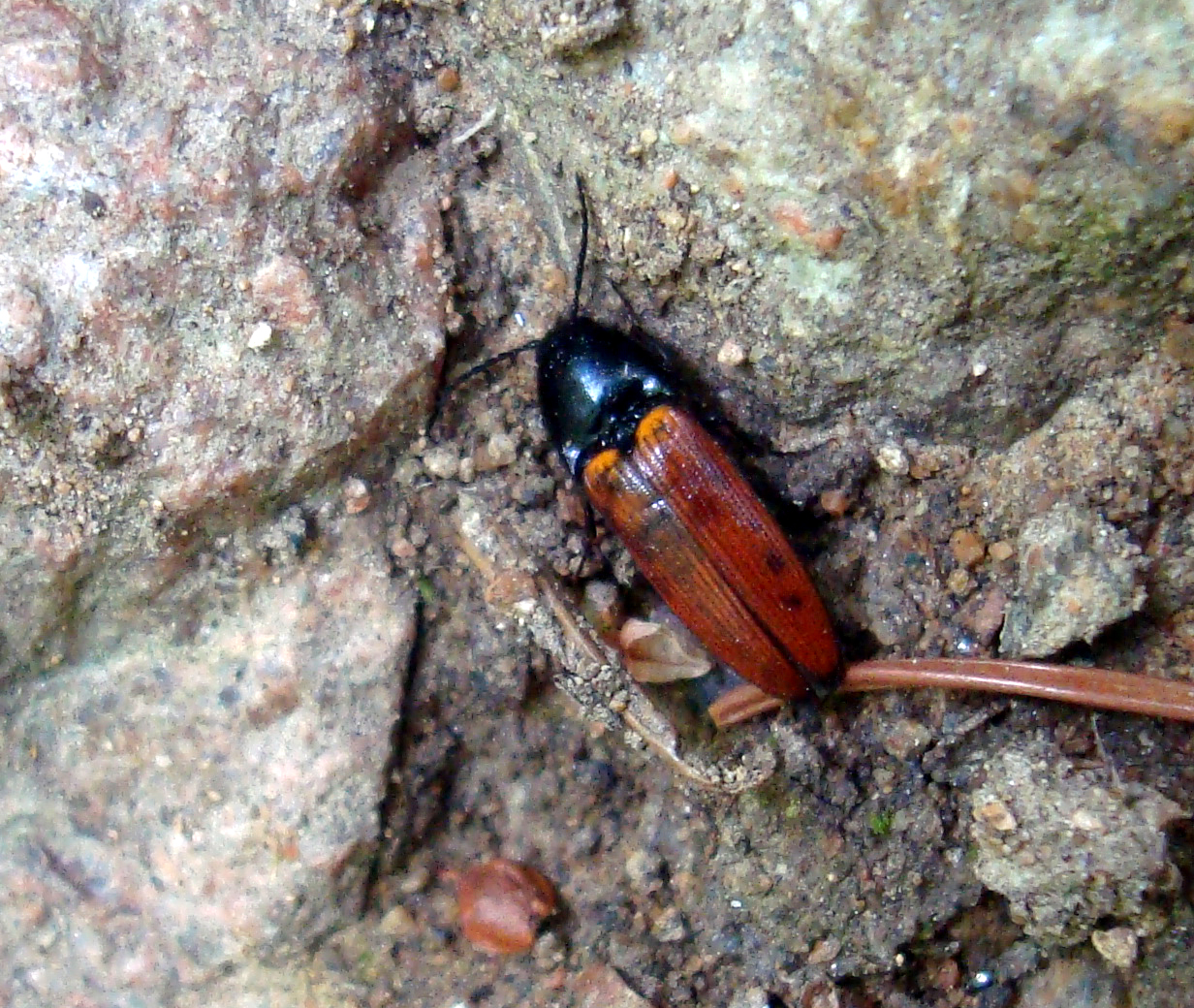